# Thinopteryx crocopterata
Thinopteryx crocopterata är en fjärilsart som beskrevs av Achille Guenée 1858. Thinopteryx crocopterata ingår i släktet Thinopteryx och familjen mätare. Inga underarter finns listade i Catalogue of Life.